# Cheilanthes decora
Cheilanthes decora là một loài thực vật có mạch trong họ Adiantaceae. Loài này được (Brack.) R.M. Tryon & A.F. Tryon miêu tả khoa học đầu tiên năm 1981.